# Psalmopoeus cambridgei
Psalmopoeus cambridgei is een spinnensoort uit de familie van de vogelspinnen (Theraphosidae).
De wetenschappelijke naam van de soort werd in 1895 gepubliceerd door Reginald Innes Pocock.